# Saint-Arnac
Saint-Arnac er en by og kommune i departementet Pyrénées-Orientales i Sydfrankrig.

## Geografi
Saint-Arnac ligger i landskabet Fenouillèdes 44 km vest for Perpignan. Nærmeste byer er mod nord Saint-Paul-de-Fenouillet (6 km), mod vest Saint-Martin (8 km) og mod syd Ansignan (6 km).

## Demografi

### Udvikling i folketal
| 1962                                                              | 1968 | 1975 | 1982 | 1990 | 1999 | 2007 | 2012 | 2017 |
| ----------------------------------------------------------------- | ---- | ---- | ---- | ---- | ---- | ---- | ---- | ---- |
| 102                                                               | 95   | 67   | 68   | 65   | 82   | 120  | 121  | 115  |
| Tal fra og med 1962 er uden dobbelttælling (sans doubles comptes) |      |      |      |      |      |      |      |      |